# Changping, Hunan
För andra betydelser, se Changping (olika betydelser).
Changping (kinesiska: 长坪, 长坪乡) är en socken i Kina. Den ligger i provinsen Hunan, i den sydöstra delen av landet, 1 600 km söder om huvudstaden Peking. Antalet invånare är 20787. Befolkningen består av 10 148 kvinnor och 10 639 män. Barn under 15 år utgör 30 %, vuxna 15-64 år 56 %, och äldre över 65 år 12,0 %.